# أكل عاطفي
الأكل العاطفي (بالإنجليزية: Emotional eating)‏، هو الإفراط في تناول الطعام لتخفيف المشاعر السلبية. وبالتالي، هو إستراتيجية مواجهة عدم التأقلم. فإذا كان الفرد يتناول الطعام العاطفي باستمرار ستزداد أصابته باضطرابات الأكل الخطيرة مثل: النهام العصبي وفقدان الشهية. وأظهرت الأبحاث أن وجود اضطراب الأكل يزيد من تناول الأكل العاطفي، فمن المهم لعلماء النفس السريري وخبراءالتغذية معرفة علامات الأكل العاطفي وتوفير العلاج للأفراد نظرا للعلاقة بين اضطرابات الأكل الخطيرة وسلوك الأكل العاطفي. وبما أن الأكل العاطفي يستخدم لإدارة المشاعر السلبية، فإن العلاج يتطلب تعلم استراتيجيات تأقلم أكثر فعالية.

## نبذة
الأكل العاطفي هو شكل من أشكال اضطراب الأكل ويعرف بأنه «زيادة في تناول الطعام استجابة للمشاعر السلبية» وتستخدم إستراتيجية عدم التأقلم للتعامل مع المشاعر الصعبة. وبشكل أكثر تحديدا، يعد الأكل العاطفي من أشكال المواجهة التي تركز على العاطفة، والتي تسعى لتقليل وتنظيم ومنع الضائقة الانفعالية. وماهو مثير للاهتمام أن هناك دراسة أجراها بينيت وآخرون وجدت أن تناول الطعام العاطفي في بعض الأحيان لا يقلل من الضائقة الانفعالية بل يعزز منها بإثارة مشاعر الذنب الشديد بعد تناول الطعام. ليس فقط الأكل العاطفي يعد طريقه سيئة للتأقلم، ولكن في الغالب، تزداد خطورة تطور اضطرابات الأكل لهؤلاء الذين يتناولون الأكل العاطفي للتعامل مع الضغوطات الاجتماعية أو النفسية، أما بالنسبة للأشخاص الذين يتناولون الأكل العاطفي فيتعرضون لخطر الإصابة باضطراب الأكل على وجه الخصوص. يكافح 2.8٪ من الأمريكيين اضطراب الأكل، مما يزيد من خطر الإصابة بأمراض القلب والأوعية الدموية وارتفاع ضغط الدم. وفي الوقت نفسه، فإن وجود اضطرابات الأكل الأخرى يزيد من خطر انخراط الفرد في تناول الطعام العاطفي. سريريا، يمكن لاستبيان سلوك الأكل الهولندي تشخيص اضطرابات الأكل العاطفي ويحتوي هذا الاستبيان على مقياس لضبط النفس والعاطفية والأكل.في حين أن المعالجين يمكنهم استخدام علم النفس الإيجابي كوسيلة للحد من المشاعر السلبية التي تؤدي إلى الأكل العاطفي، وغالبا ما يكون إعادة التقييم علاجا تكميليا إضافة إلى العلاج الأساسي والذي بدوره يركز على تطوير استراتيجيات التأقلم البديلة.

## النظريات الكبرى
وتشير الأبحاث الحالية إلى أن بعض العوامل الفردية قد تزيد من احتمال تناول الأكل العاطفي كاستراتيجية للتأقلم. تفترض النظرية المسماة باللغة الإنجليزية (The inadequate affect regulation theory) أن الأفراد ينخرطون في الأكل العاطفي لاعتقادهم أن الإفراط فيه يخفف من المشاعر السلبية. في حين أن نظرية الهروب تبنى على أساس نظرية (inadequate affect regulation theory) والتي يقصد بها أن الأشخاص لا يتناولون الطعام بكثرة لمواجهه المشاعر السلبية فقط، بل لأنهم يجدون أن الإفراط في تناول الطعام يصرف انتباههم عن المنبهات التي تهدد احترام الذات. أما نظرية ضبط النفس فتشير إلى أن الإفراط في تناو ل الطعام نتيجة للمشاعر السلبية يحدث بين الأفراد الذين يمتنعون عن الأكل. في حين أن هؤلاء الأفراد عندما يواجهون مشاعر سلبية ينخرطون في الأكل العاطفي إلا انهم عادة ما يأكلون كميات محددة من الطعام. وتدعم نظرية ضبط النفس فكرة أن الأفراد الذين يعانون من اضطرابات اكل أخرى هم أكثر عرضة للانخراط في الأكل العاطفي. وتشير هذه النظريات الثلاثة إلى نفور الفرد من المشاعر السلبية، وخاصة التي تنشأ استجابة لتهديد الأنا أو الوعي الذاتي الشديد ونتيجة لتلك المشاعر يميل الفرد لزياده تناول الأكل العاطفي كوسيلة لمواجهه هذا النفور. قد تساهم استجابة الإجهاد البيولوجي أيضا في تطوير اتجاهات الأكل العاطفي. عند الأزمات، تفرز منطقة ما تحت المهاد هرمون كورتيكوتروبين بينما هرمون القشرية السكرية الذي يقمع الشهية يفرز من الغدة الكظرية.هذه الهرمونات الستيرويدية تزيد الشهية بخلاف هرمون كورتيكوتروبين، والتي تبقى في مجرى الدم لفترة طويلة وتؤدي إلى فرط الأكل في أغلب الأحيان.فأولئك الذين يعانون من التحريض البيولوجي تزداد شهيتهم خلال أوقات التوتر وعليه فان اعتمد على الأكل العاطفي كآلية للتأقلم.

## العوامل المساهمة
التأثير السلبي
بشكل عام، المستويات العالية من صفات التأثير السلبي ترتبط بالأكل العاطفي. فالانفعال السلبي يعد سمه من السمات الشخصية واللي تشمل على العواطف السلبية وضعف مفهوم الذات. وقد تبين أن بعض نتائج تنظيم التأثير السلبي أكدت وجود الأكل العاطفي. هناك دراسة أجرها بينت وآخرون وجدت أن الأفراد لا ينخرطون في الأكل العاطفي إلا عندما يواجهون مشاعر سلبية. وبشكل أكثر تحديدا، فإن عدم القدرة على التعبير وتحديد مشاعر الشخص تجعلهم يشعرون بعدم الكفاية في تنظيم التأثير السلبي وبالتالي يزداد انخراطهم في الأكل العاطفي. بينما الدراسة التي أجراها سبور وآخرون، سعت لتحديد العلاقة بين التأثير السلبي والأكل العاطفي فوجدت أن التأثير السلبي لا يرتبط إلى حد كبير بالأكل العاطفي إذا أخذنا بعين الاعتبار أن العاطفة تركز على سلوك التأقلم وصرف النظر وهذا يشير إلى أن التأثير السلبي لا يرتبط بالأكل العاطفي ولكن يرتبط بشكل غير مباشر من خلال تركيز العاطفة على سلوك التأقلم وصرف النظر. في حين أن نتائج سبنس وسبور تختلف إلى حد ما، إلا أن كلا منهما يشير إلى أن التأثير السلبي يلعب دورا في الأكل العاطفي ويمكن ان تتأثر بمتغيرات أخرى.

## الاضطرابات المتعلقة
قد يكون الأكل العاطفي مقدمه لتطوير اضطرابات الأكل مثل التناول الشره أو النهام العصبي والعلاقة بينهما كبيره وذلك لان لهما نفس الخصائص. وبشكل أكثر تحديدا، كلاهما ترتبط بالعاطفة التي تركز على التأقلم واستراتيجية مواجهه عدم التأقلم ونفور قوي للمشاعر السلبية والمحفزات. ومن المهم أن نلاحظ أن اتجاه السببية لم يحدد بشكل قطعي، مما يعني أن الأكل العاطفي يعد من بوادر أو نتيجة لإضطرابات الأكل. الفرضية الأخيرة هي أن الأكل العاطفي يحدث استجابة لاضطراب اكل آخر وهذا يدعمه البحث الذي اظهر أن الأكل العاطفي يشيع بين الأفراد الذين يعانون فعلا من النهام العصبي.

## العوامل البيولوجية والبيئية
تسهم الفروق الفردية في استجابة الإجهاد الفسيولوجية أيضا في تطوير عادات الأكل العاطفي. أولئك الذين تفرز غددهم الكظرية كميات كبيرة من الجلايكوكورتيكويد استجابة لإجهاد تزداد شهوتهم للطعام. علاوة على ذلك، أولئك الذين تحتاج أجسادهم مزيدا من الوقت لتنقية مجرى الدم من جلايكوكورتيكويد الزائد هم على استعداد مماثل.هذه العوامل البيولوجية يمكن أن تتفاعل مع عناصر البيئية لزيادة تحفيز شهوة الطعام. وتعد من أنواع الضغط التي يتعرض لها الفرد. انقطاع الضغوط يؤدي إلى تكرارها، تتفكك الإفرازات المتقطعة من جلايكوكورتيكويد على فترات قصيره جدا يسمح بالعودة إلى المستويات الأساسية مما يؤدي إلى زيادة الشهية. أولئك الذين أساليب حياتهم أو مهنهم تستلزم عليهم الضغوطات المتكررة المتقطعة، تحفزهم بيولوجيا لتطوير أنماط الأكل العاطفي.

## الأثر
يؤهل الأكل العاطفي إلى تجنب التأقلم أو تأقلم تركيز العاطفة.وبما أن أساليب التكيف التي تندرج تحت هذه الفئات الواسعة تركز على حاله مؤقتة بدلا من الحل العلمي للضغوط. ومن الممكن أن يبدأ بحلقة مفرغة لسلوك التكيف مدعوما بمساعدة سريعة الزوال من الضغوط. في وجود مستويات عالية من الأنسولين دليل لمرحلة من مراحل الشفاء من الضغوط. ينشئ جلايكورتيكود أنزيما يخزن بعيدا عن المواد الغذائية في مجرى الدم بعد حدوث الأكل العاطفي كدهون حشوية أو دهون في منطقة البطن. لذلك، أولئك الذين يعانون من الأكل العاطفي هم أكثر عرضة لخطر البدانة في منطقة البطن، والذي بدوره يرتبط إلى خطر أكبر للإصابة بالأمراض الأيضية والقلب والأوعية الدموية.

## العلاج
هناك العديد من الطرق التي تمكن للأفراد تقليل الضائقة العاطفية دون الانخراط في تناول الطعام العاطفي. ويتمثل الخيار الأهم في التقليل من إستراتيجية مواجهه عدم التأقلم وزيادة إستراتيجية التأقلم.في عام 2007 أجرى كورستورفين وآخرون دراسة تم التحقق من العلاقة بين تحمل اصابه المحن واضطراب الأكل.ركز هؤلاء الباحثين على كيفه تأثير استراتيجيات التأقلم على الإصابة بالمحن واضطراب الأكل. ووجد أيضا أن الأفراد الذين ينخرطون في تناول الطعام المختلط غالبا ما يستخدمون استراتيجيات تجنب العاطفة.إذا كان الأفراد يواجهون مشاعر سلبية قوية، فمن المحتمل أن يتهربوا من تلك المواقف عن طريق تشتيت أنفسهم من خلال الإفراط في تناول الطعام. وبالتالي فإن إحباط التهرب العاطفي هو أحد الجوانب المهمة لعلاج الأكل العاطفي. أكثر الطرق وضوحا للحد من التهرب العاطفي هو مواجهه المشكلة خلال أساليب حل المشاكل. أظهر كورستورفين وآخرون أن الأفراد الذين ينخرطون في استراتيجيات حل المشاكل يعزز قدراتهم على تحمل الضائقة العاطفية. وبما أن الضائقة العاطفية ترتبط بالأكل العاطفي، فإن القدرة على إدارة التأثير السلبي للفرد يجب أن تسمح له بالتعامل مع الوضع دون اللجوء إلى الإفراط في تناول الطعام. طريقة واحدة للتغلب على الأكل العاطفي هو استخدام طرق ذهنية. على سبيل المثال، يمكن أن يساعد الاقتراب من الرغبة الشديدة مع الفضول على عدم التمييز بين الأكل والشغف العاطفي. قد يسأل الفرد نفسه إذا ما كانت الرغبة تتطور بسرعة، حيث أن الأكل العاطفي يميل إلى أن يحدث تلقائيا. وأيضا، قد يحتاج الفرد وقتا لملاحظه أحاسيسه الجسدية مثل: الجوع، وتزامن العواطف مثل: الذنب أو الخجل، من أجل اتخاذ قرارات واعية لتجنب الأكل العاطفي. اضطراب الأكل العاطفي يهيئ الأفراد إلى اضطرابات اكل أكثر خطورة والمضاعفات الفسيولوجية. لذلك، أصبح التغلب على الانخراط في الأكل محط اهتمام العديد من علماء النفس السريري.